# René Gasnier
Pour les articles homonymes, voir Gasnier.

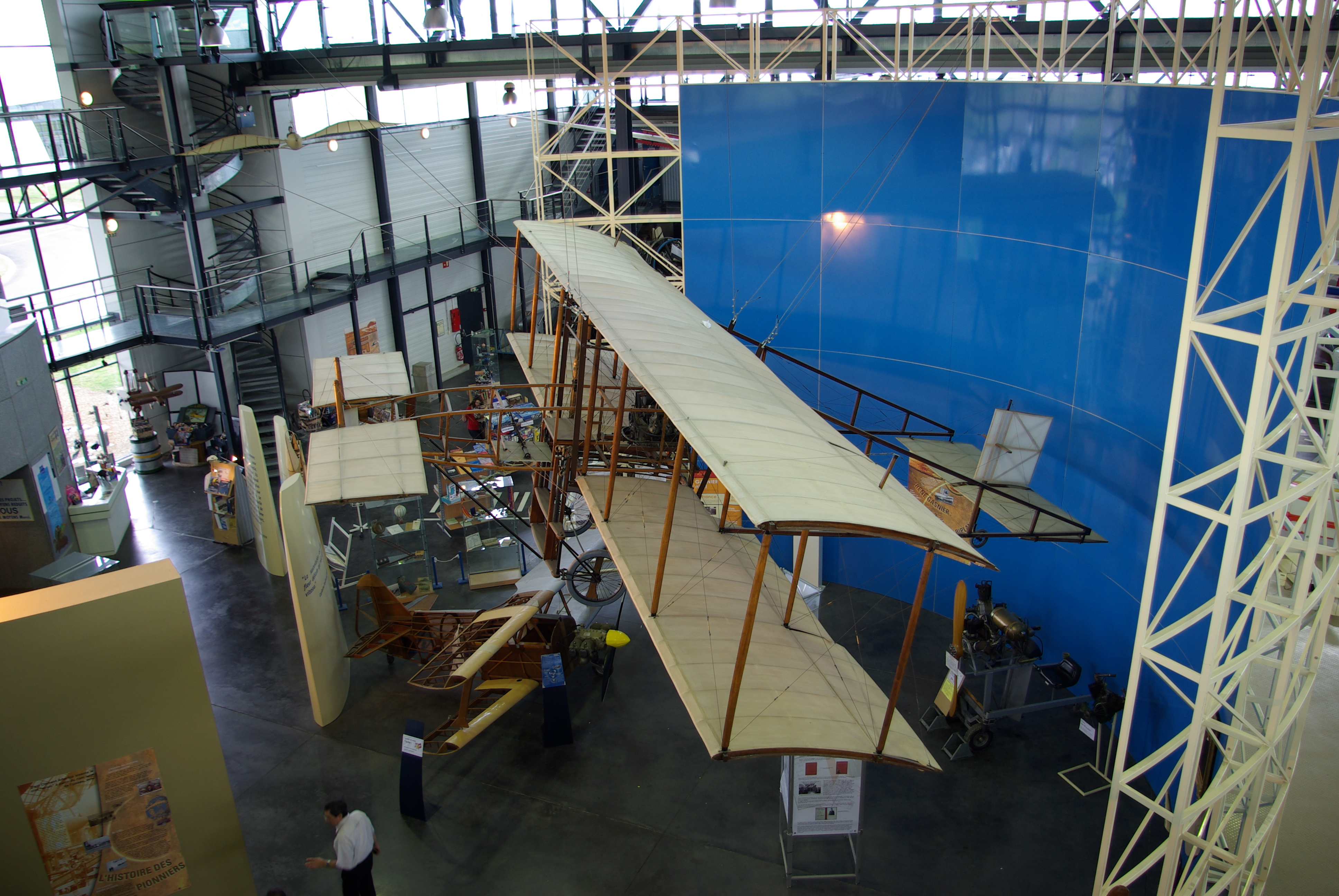
L'avion Gasnier n°III.

René Gasnier, né le 24 mars 1874 à Quimperlé (Finistère) et mort le 3 octobre 1913 à Bouchemaine (Maine-et-Loire), né dans une vieille famille angevine, est un sportif français, un des principaux promoteurs de l’aviation en France. 

## Biographie
Pratiquant tous les sports dans sa jeunesse, il s'engage en 1893 dans la marine marchande et devient capitaine au long cours,. Il voyage dans les Indes. 
Passionné d'automobile et d'aérostation, il réalise en ballon de grands raids en Europe et traverse la Manche. Représentant de l'Aéro-Club de France à la Coupe Gordon-Bennett 1907, organisée aux États-Unis, il part sur le ballon l'Anjou de Saint-Louis et parcourt 1 800 km en trente-huit heures, jusqu'à la côte atlantique, en survolant les Appalaches. Après la course remportée par un Allemand, il décide de passer deux mois en touriste aux États-Unis. Il visite ainsi Albany, les chutes du Niagara, Buffalo, Chicago et Pittsburgh où il voit les usines Carnegie. Il gagne ensuite Boston puis part au Canada et passe à Québec et Montréal. Il revient à Philadelphie puis visite Washington avant de revenir en Europe. 
Il s'intéresse aussi à l'aviation naissante. Il mène ses premières expériences sur un planeur en 1906. En 1908, à bord d'un appareil de sa conception, construit avec son frère, il réussit un vol sur une distance d’environ 1 kilomètre à une altitude de 6  à   7 mètres, dans des champs de la vallée de la Loire (la Grand-Pré). Il participe activement à la naissance de l’aérodrome d’Angers-Avrillé et y organise en 1910 la première course d’aéroplanes Angers-Saumur. 
Malade, il se retire à Pau. Il apprend le pilotage avec Paul Tissandier (1881-1945) et, le 8 mars 1910 sur appareil Wright, il se voit décerner son brevet (numéro 39) de pilote aviateur de l'Aéro-Club de France avant de devenir l'instructeur des premiers aviateurs militaires. Il participe d'ailleurs à la création de la première école de formation de pilotes, aux côtés des frères Wright. Pilote confirmé, il doit s'incliner devant la maladie, qui lui interdit de voler. Il meurt le 3 octobre 1913 au château du Fresne, à Bouchemaine (Maine-et-Loire). René Gasnier repose dans la chapelle Notre Dame de Lorette surplombant le champ de ses premiers vols, sur la Corniche Angevine de la Haie-Longue.
Il est titulaire de la Grande Médaille d'or de l'Aéro-Club de France et chevalier de la Légion d'honneur.
L'appareil de René Gasnier est présenté au musée régional de l'air d'Angers-Marcé.

## Œuvres
- Villes américaines. Notes de voyage d'un aéronaute à la coupe Gordon-Bennett, 1909[1]

## Distinctions
- Chevalier de la Légion d'honneur (décret du 15 janvier 1913). Il est fait chevalier par Georges Besançon le 1er mars 1913.